# جو هان

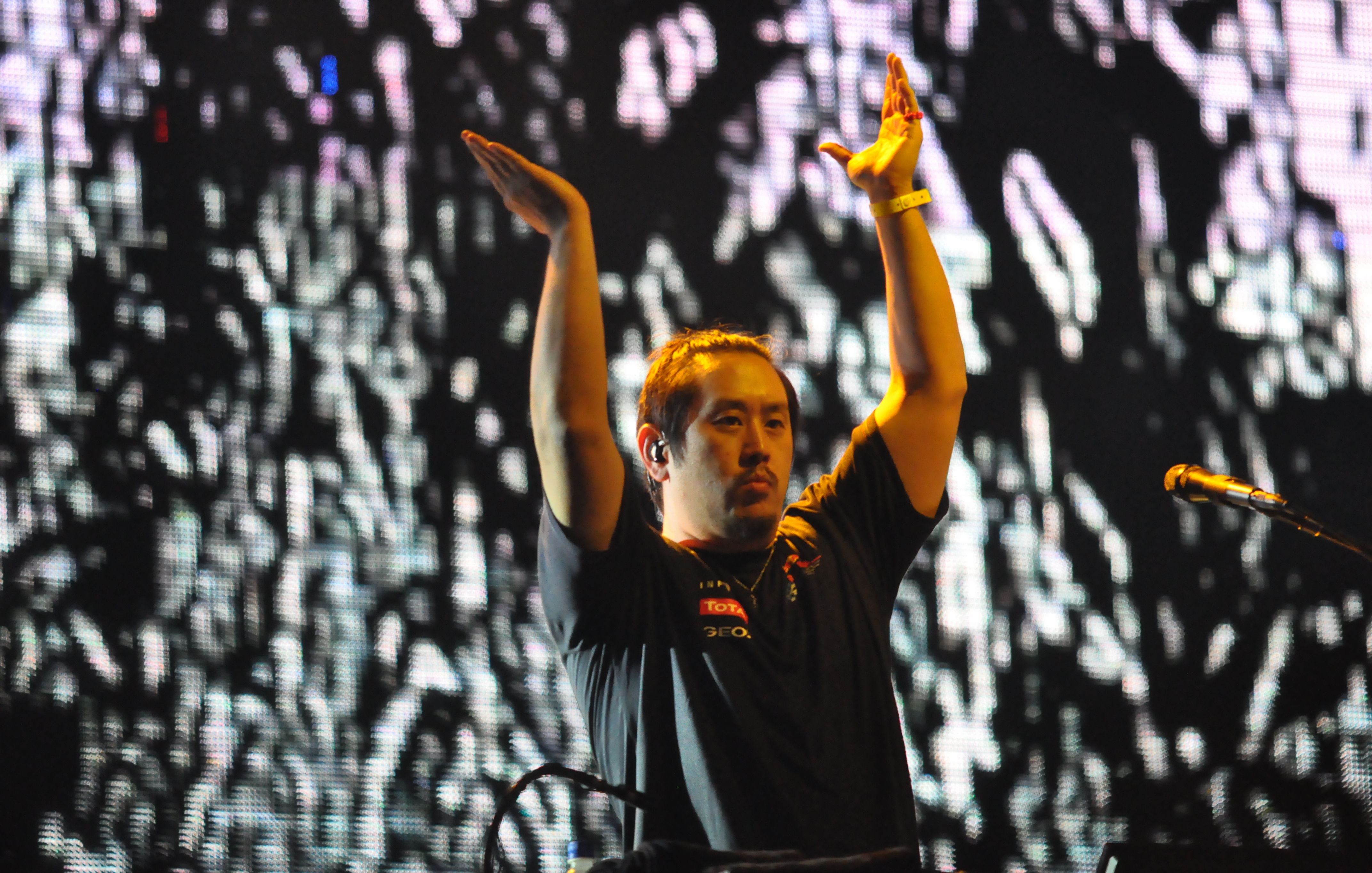

جوزيف «جو» هان، أو مستر هان، (مواليد 15 مارس 1977؛ باللغة إنجليزية: Joe "Mister" Hahn)، هو دي جيه في فرقة لينكين بارك الأمريكية، وهو من أصول كورية.
أثناء دراسته في كلية التصميم التقى بمايك الذي دعاه للانضمام إلى لينكن بارك. قام بإخراج عدة أفلام قصيرة وأنتج فيلم خاص به.

## روابط خارجية
- جو هان على موقع IMDb (الإنجليزية)
- جو هان على موقع ميوزك برينز (الإنجليزية)
- جو هان على موقع إن إن دي بي (الإنجليزية)
- جو هان على موقع أول ميوزيك (الإنجليزية)
- جو هان على موقع أول ميوزيك (الإنجليزية)
- جو هان على موقع ديسكوغز (الإنجليزية)
- جو هان على موقع قاعدة بيانات الفيلم (الإنجليزية)